# Libor Malina
Libor Malina (* 14. června 1973 Kladno) je český atlet, reprezentant v hodu diskem. K jeho největším úspěchům patří 10. místo z olympijských her v Athénách v roce 2004. Jeho osobní rekord je 67,13 m.